# Sjundeå IF
Le Sjundeå IF est un club de handball finlandais, basé à Siuntio.

## Palmarès
Compétitions nationales
- Championnat de Finlande (1): 1980-1981, 1981-1982, 1989-1990